# Un chasseur sachant chasser
Pour plus de détails, voir Fiche technique et Distribution.
Un chasseur sachant chasser (A Wild Hare en anglais) est un court métrage d'animation de la série Merrie Melodies réalisé par Tex Avery. Le court métrage a été diffusé pour la première fois le 27 juillet 1940. C'est officiellement le tout premier film avec Bugs Bunny.

## Résumé
Elmer Fudd est ici un chasseur un peu bêta qui traque désespérément un lapin trop malin pour lui.     
On voit Elmer s'approcher doucement du terrier de Bugs, et essayer de l'appâter avec une carotte. Il se cache derrière un arbre. Bugs sort une main de son terrier. Elle cherche la carotte à tâtons et s'en empare. Mais Elmer brandit son fusil. La main de Bugs sent le canon du fusil, rend la carotte à moitié consommée, avant de la reprendre vivement. Avec son fusil, Elmer menace Bugs dans son terrier. Le lapin fait un nœud à son arme. Excédé, Elmer creuse après Bugs. Ce dernier sort de terre par un second trou, et s'adresse à Elmer avec sa célèbre phrase : « Quoi d'neuf docteur ? » (« What's up, doc? »). Commence un dialogue où Elmer explique qu'il chasse un lapin. Bugs lui demande à quoi peut bien ressembler un lapin. Elmer lui décrit un lapin en détail avant de s'apercevoir qu'il parle à un représentant de cette espèce. Bugs Bunny lui glisse la confidence qu'il pourrait bien être effectivement un lapin, avant de disparaître puis d'inciter Elmer à venir près de lui. Il lui propose un jeu de devinette pour savoir qui il est. À la quatrième tentative, Elmer donne la bonne réponse. Bugs l'embrasse sur la bouche puis plonge dans son terrier. 
Elmer refait une tentative : il place un piège près du trou avec une boîte en équilibre et une nouvelle carotte pour Bugs. Le piège semble fonctionner, mais c'est un putois qu'il a attrapé, grâce à Bugs. Le lapin décide enfin de laisser Elmer lui tirer dessus. Le coup parti, le lapin mime la mort. Elmer est aux larmes d'avoir perpétré un tel crime. Mais le lapin ne lui laisse pas le temps de se remettre et lui botte  violemment l'arrière-train, le fait voler en l'air et cogner la tête contre une branche.
Bugs lui offre un cigare et s'en va à la manière d'une ballerine.      
Elmer n'en peut plus : il repart, dégoûté des lapins. Le lapin s'adresse alors en aparté au public. Il traite Elmer de fou, puis se sert d'une carotte comme d'un fifre, boite et joue The Girl I Left Behind Me à la manière du militaire de la parade jouant le Yankee Doodle (scène illustrée par The Spirit of '76, peinture d'Archibald MacNeal Willard, commémorant l'indépendance des États unis d'Amérique). Bugs Bunny rejouera plusieurs fois cette scène dans les cartoons suivants, sachant que Yankee Doodle signifie le bouffon américain et est un symbole du patriotisme des U.S.A.

## Le premier cartoon avec Bugs Bunny
Étrangement, le nom de Bugs Bunny n'apparaît pas au générique de ce court métrage; il le sera enfin pour la première fois dans le cartoon suivant : Elmer's Pet Rabbit, dirigé par Chuck Jones. 
Dans Un chasseur sachant chasser, Tex Avery donne à Bugs Bunny sa forme bien connue, ainsi que sa voix anglaise définitive grâce à Mel Blanc. C'est aussi dans ce dessin animé que sont établis l'aspect d'Elmer Fudd en chasseur, ainsi que  les stéréotypes des futurs films : Bugs Bunny mâchonnant calmement une carotte en déclamant sa tirade : « Eh, quoi d'neuf docteur ? » (Eh, what's up, doc?), et Elmer, en chasse, qui s'adresse au public en lui intimant de ne pas faire de bruit pour ne pas faire fuir le lapin.

## Fiche technique[1]
- Réalisation : Tex Avery
- Scénario : Rich Hogan
- Production : Leon Schlesinger	.
- Musique originale : Carl W. Stalling
- Montage : Treg Brown
- Durée : 8 minutes
- Pays :  États-Unis
- Langue : Anglais
- Genre : Animation
- Distribution : 
  - 1940 : Warner Bros. Pictures
  - 1993 : MGM/UA Home Entertainment
  - 2007 : Warner Home Video DVD
- Format : 1,37 :1 Technicolor Mono
- Date de sortie : 
  - États-Unis : 27 juillet 1940

### Animateurs
- Virgil Ross
- Robert McKimson

### Chansons
- Yankee Doodle (1755) : Musique traditionnelle d'origine anglaise
- I'm Just Wild About Harry (1921) : Musique par Eubie Blake, jouée durant le défilement des crédits dans le générique d'ouverture
- While Strolling Through the Park One Day (1884) : Musique par Ed Haley
- The Girl I Left Behind Me : Musique traditionnelle
- Laugh, Clown, Laugh (1928) : Musique par Ted Fio Rito.

## La version Blue Ribbon de 1944
Warner Bros crée une nouvelle version du cartoon le 12 août 1944, sous la marque Blue Ribbon. Le titre original devient The Wild Hare. Une autre légère modification concerne la bande son anglaise, où Elmer, au jeu de la devinette, répond un nom différent (Barbara Stanwyck à la place de Carole Lombard car cette dernière est morte d'un accident d'avion tragique en 1942) à la deuxième tentative. D'autres Merrie Melodies subiront le même sort, mais des films avec Bugs Bunny, seuls ce titre et Hiawatha's Rabbit Hunt seront redistribués sous la marque Blue Ribbon. Cependant, la version originale du cartoon, avec ses anneaux bleu-blanc-rouge et la deuxième proposition Carole Lombard au jeu de la devinette en anglais, est sortie en DVD (dans le monde) et Blu-ray (uniquement aux États-Unis et en Allemagne).

## Distribution home vidéo
- La Collection des dessins animés Warner Bros. nommés et récompensés aux Oscars (DVD)
- La Collection Platinum des Looney Tunes volume 2 (DVD)

## Nomination
- 1941 aux Oscars du cinéma comme Oscar du meilleur court-métrage d'animation mais gagné par La Voie lactée (The Milky Way, 1940)[2].